# Uckerfelde
Uckerfelde is een gemeente in de Duitse deelstaat Brandenburg, en maakt deel uit van de Landkreis Uckermark. Met vijf andere gemeenten maakt de gemeente deel uit van het Amt Gramzow.
Uckerfelde telt 968 inwoners.